# Alan Flusser
Alan J. Flusser (født 16. maj 1945) er en amerikansk forfatter og designer af herretøj.
Flusser blev født i West Orange, New Jersey. i 1979 grundlagde han Alan Flusser Designs. Flusser designede Gordon Gekkos (spillet af Michael Douglas) garderobe i Wall Street i 1987 og har også designet tøj til filmene Barbarians at the Gate og Scent of a Woman.
Inden musikeren Fonzworth Bentley besluttede at forfølge en karriere i underholdningsbranchen var han Flussers lærling. I begyndelsen af 2010'erne har Flusser hovedkvarter i sin butik i New York City kaldet The Alan Flusser Custom Shop.

## Hæder
I 1983 vandt Flusser Coty Award for Top Menswear Designer, og han modtog Cutty Sark Award i 1987.